# غدارنمك (كولكني)
غدارنمك (بالفارسية: گدارنمک) هي قرية تقع في إيران في قسم كولكني الريفي. يقدر عدد سكانها بـ 427 نسمة بحسب إحصاء 2016.